# Adelajda Bogusławówna
Adelajda Bogusławówna (ur. najp. 1410, zm. 1447) – córka Bogusława VIII, księcia stargardzkiego i słupskiego oraz Zofii holsztyńskiej; żona Henryka X Rumpolda (Młodszego), księcia głogowskiego oraz Bernarda II, księcia sasko-lauenburskiego. 

## Rodzina
Adelajda była dwukrotnie zamężna. Na przełomie roku 1422/1423 została żoną Henryka X Rumpolda (Młodszego), księcia głogowskiego, z którym nie doczekała się potomstwa, z uwagi na zgon tegoż 18 stycznia 1423. Po kilku latach została małżonką Bernarda II, księcia sasko–lauenburskiego, z którym posiadała dwójkę (poświadczonych źródłowo) dzieci, tj.
- Jana  (IV) V (ur. 18 lipca 1439, zm. 15 sierpnia 1507) – księcia sasko-lauenburskiego,
- Zofię (ur. przed 1444, zm. 9 września 1473) – żonę Gerharda VII, księcia Jülich i Bergu[3][4].

### Genealogia
| Bogusław V ur. w okr. 1317–1318 zm. w okr. 3 II–24 IV 1374 | Bogusław V ur. w okr. 1317–1318 zm. w okr. 3 II–24 IV 1374 |                                                               |                                                               | Adelajda Welf ur. ok. 1341 zm. być może 5 II 1407 | Adelajda Welf ur. ok. 1341 zm. być może 5 II 1407 |  |  | Henryk Żelazny ur. ? zm. ? | Henryk Żelazny ur. ? zm. ? |                                                                |                                                                | Ingeborga ur. ? zm. ? | Ingeborga ur. ? zm. ? |
|                                                            |                                                            |                                                               |                                                               |                                                   |                                                   |  |  |                            |                            |                                                                |                                                                |                       |                       |
|                                                            |                                                            |                                                               |                                                               |                                                   |                                                   |  |  |                            |                            |                                                                |                                                                |                       |                       |
|                                                            |                                                            | Bogusław VIII ur. w okr. 1363–1364, najp. 1368 zm. 11 II 1418 | Bogusław VIII ur. w okr. 1363–1364, najp. 1368 zm. 11 II 1418 |                                                   |                                                   |  |  |                            |                            | Zofia holsztyńska ur. po 1360, najwcz. ok. 1370 zm. 24 IX 1448 | Zofia holsztyńska ur. po 1360, najwcz. ok. 1370 zm. 24 IX 1448 |                       |                       |
|                                                            |                                                            |                                                               |                                                               |                                                   |                                                   |  |  |                            |                            |                                                                |                                                                |                       |                       |
|                                                            |                                                            |                                                               |                                                               |                                                   |                                                   |  |  |                            |                            |                                                                |                                                                |                       |                       |
|                                                            |                                                            |                                                               |                                                               |                                                   |                                                   |  |  |                            |                            |                                                                |                                                                |                       |                       |

|                                    |                                    | 1 Henryk X Rumpold (Młodszy) ur. w okr. 1388–1396 zm. 13 I 1423 OO na przeł. 1422/1423 | 1 Henryk X Rumpold (Młodszy) ur. w okr. 1388–1396 zm. 13 I 1423 OO na przeł. 1422/1423 | Adelajda bogusławówna (ur. najp. 1410, zm. 1447) | Adelajda bogusławówna (ur. najp. 1410, zm. 1447) | 2 Bernard II ur. w okr. 1385–1392 zm. 16 VII 1463 OO w okr. 1428–29 IV 1429 | 2 Bernard II ur. w okr. 1385–1392 zm. 16 VII 1463 OO w okr. 1428–29 IV 1429 |  |  |
|                                    |                                    |                                                                                        |                                                                                        |                                                  |                                                  |                                                                             |                                                                             |  |  |
|                                    |                                    |                                                                                        |                                                                                        |                                                  |                                                  |                                                                             |                                                                             |  |  |
|                                    | 2                                  |                                                                                        | 2                                                                                      |                                                  |                                                  |                                                                             |                                                                             |  |  |
| Zofia ur. przed 1444 zm. 9 IX 1473 | Zofia ur. przed 1444 zm. 9 IX 1473 | Jan (IV) V ur. 18 VII 1439 zm. 15 VIII 1507                                            | Jan (IV) V ur. 18 VII 1439 zm. 15 VIII 1507                                            |                                                  |                                                  |                                                                             |                                                                             |  |  |

### Opracowania
- Edward Rymar, Rodowód książąt pomorskich, Szczecin: Książnica Pomorska im. Stanisława Staszica, 2005, ISBN 83-87879-50-9, OCLC 69296056. Brak numerów stron w książce
- Szymański J.W., Książęcy ród Gryfitów, Goleniów – Kielce 2006, ISBN 83-7273-224-8.

### Opracowania online
- Historischer Verein für den Niederrhein, insbesondere die Alte Erzdiözese Köln, Annalen des Historischen Vereins für den Niederrhein, insbesondere die Alte Erzdiözese Köln (niem.), T 3-4, Köln, 1856.
- Iselin J. C, Neu-vermehrtes historisch - und geographisches allgemeines Lexicon (niem.), T. 3, 1747, [dostęp 2012-01-07].